# Округа департамента Верхняя Гаронна

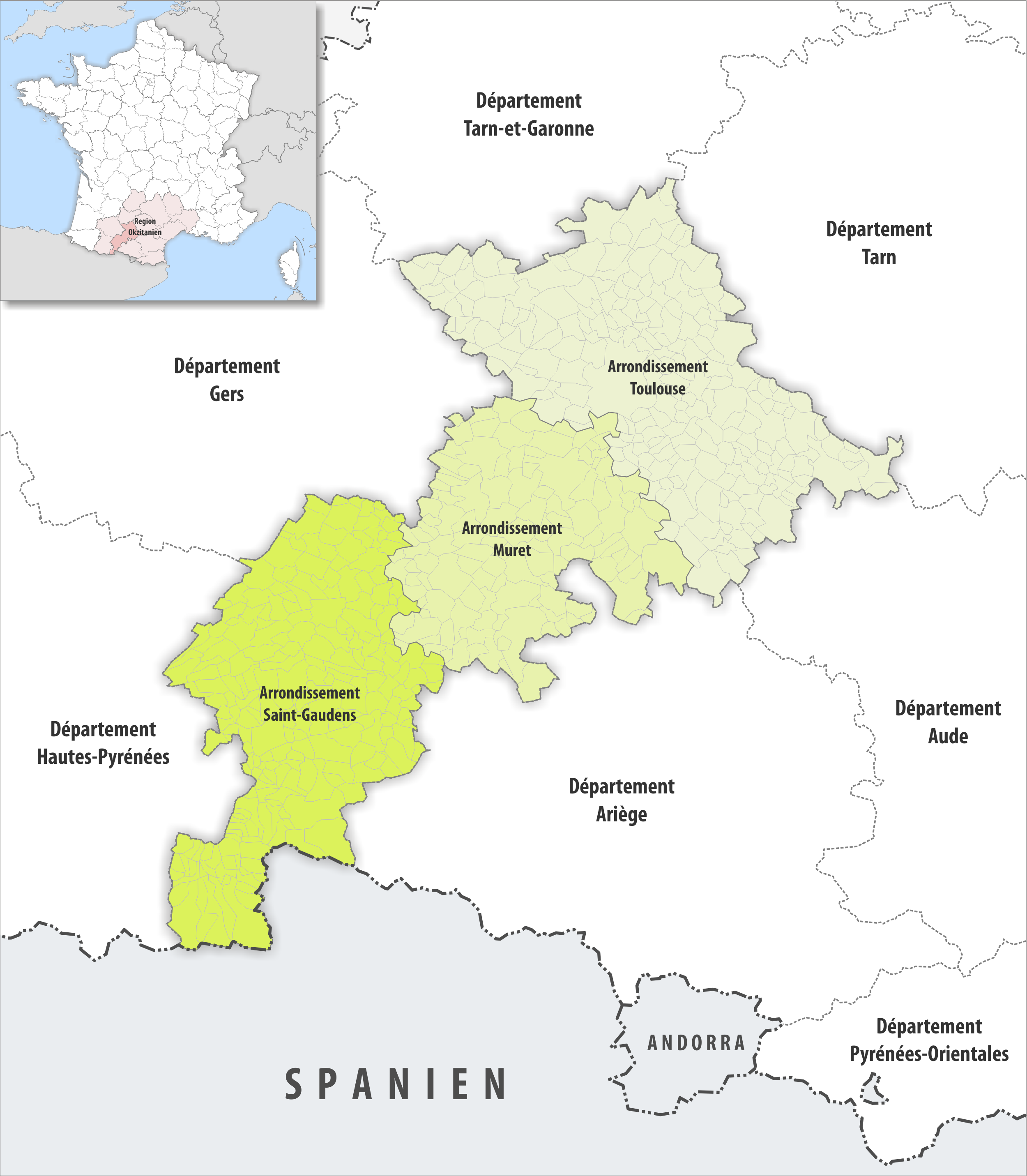
Районы верхней Гаронны в 2019

Во французский департамент Верхняя Гаронна входят округа:
- Тулуза (Toulouse)

- Мюре (Muret)

- Сен-Годанс (Saint-Gaudens)

## История
- 1790: создание департамента Верхняя Гаронна с восемью округами: Кастельсаррасин, Гренада, Мюре, Ревель, Рье, Сен-Годенс, Тулуза, Вильфранш
- 1800: создание районов: Тулуза, Кастельсаррасен, Мюре, Сен-Годен, Вильфранш
- 1803: упразднение округа Мюре, восстановление в 1806 г.
- 1808: упразднение округа Кастельсаррасин (создание департамента Тарн и Гаронна)
- 1926: упразднение районов Мюре и Вильфранш
- 1942: восстановление района Мюре[2]

## Примечание
1. ↑  INSEE. "Populations légales 2016. Дата обращения: 16 марта 2020. Архивировано 2 декабря 2020 года.
2. ↑  Le SPLAF - Historique de la Haute-Garonne. splaf.free.fr. Дата обращения: 16 марта 2020. Архивировано 31 декабря 2014 года.